# Резчик, Пётр Харитонович
Пётр Харитонович Резчик — советский хозяйственный, государственный и политический деятель, Герой Социалистического Труда.

## Биография
Родился в 1909 году в нынешней Запорожской области. Член ВКП(б).
С 1929 года — на хозяйственной, общественной и политической работе. В 1929—1967 гг. — работник, начальник механического цеха завода имени С. М. Кирова/завода № 175 Наркомата тяжелой промышленности СССР в Большом Токмаке, в эвакуации в Кизляре и Алма-Ате, директор завода № 239 НКСП СССР в городе Петропавловск Северо-Казахстанской области, директор завода № 175 Министерства судостроительной промышленности СССР/Алма-Атинского машиностроительного завода имени С. М. Кирова
Закрытым указом Президиума Верховного Совета СССР от 25 июля 1966 года присвоено звание Героя Социалистического Труда с вручением ордена Ленина и золотой медали «Серп и Молот».
Избирался депутатом Верховного Совета СССР 2-го и 3-го созывов.
Умер в июне 1967 года в Алма-Ате, похоронен на Центральном кладбище города.